# 新城公主
新城公主（しんじょうこうしゅ）は、中国の唐の太宗李世民の娘。

## 経歴
李世民と長孫皇后の間に生まれた。貞観16年（642年）、衡山公主に封ぜられた。魏徴の子の魏叔玉と婚約した。しかし魏徴の死後、魏徴の諫言をひそかに書き留めた文書があることに怒った李世民は婚約を取り消した。のちに公主は長孫詮（長孫覧の子の長孫操の子）に降嫁した。永徽3年（652年）、新城長公主に改封された。ときに長孫氏は武則天と争って没落し、長孫詮も巂州に流されて、まもなく暗殺された。公主は韋正矩に再嫁した。韋正矩は公主に不満で、彼女に乱暴無礼を働いた。龍朔2年（662年）冬、公主は突然死した。夫の韋正矩の暴行によるものと判明し、高宗は激怒して、龍朔3年（663年）正月に韋正矩を処刑し、韋氏の家族も流刑に処した。公主は昭陵に陪葬された。

## 伝記資料
- 『新唐書』巻83 列伝第8「諸帝公主伝」